# Santa Domenica Vittoria
Santa Domenica Vittoria är en ort och kommun i storstadsregionen Messina, innan 2015 i provinsen Messina, i regionen Sicilien i sydvästra Italien. Kommunen hade 949 invånare (2017).